# Zegar z kukułką

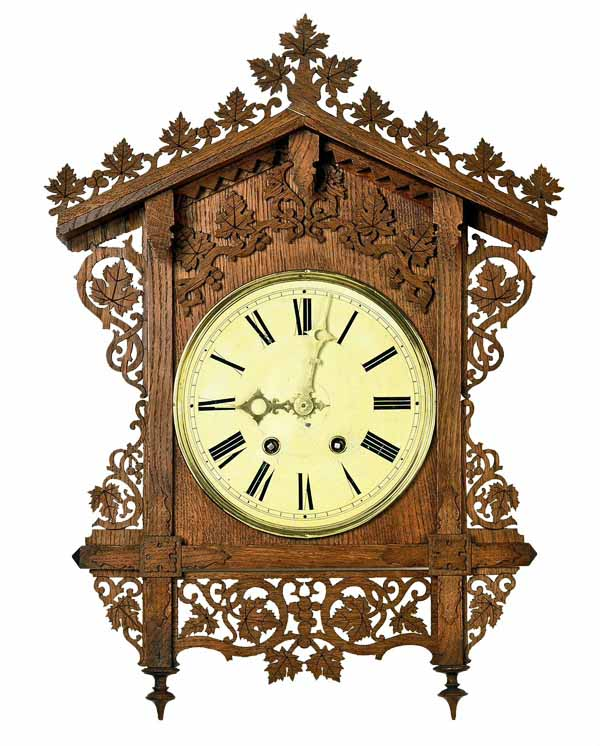
Zegar z kukułką

Zegar z kukułką – zegar typu wahadłowego z wbudowanym mechanizmem, który o równej godzinie wybija dźwięki przypominające wołanie kukułki. Tradycyjnie regionem słynącym z produkcji zegarów z kukułką jest niemiecki Schwarzwald, gdzie są one wytwarzane od połowy XVIII wieku.

## Historia

### Pierwsze zegary z kukułką

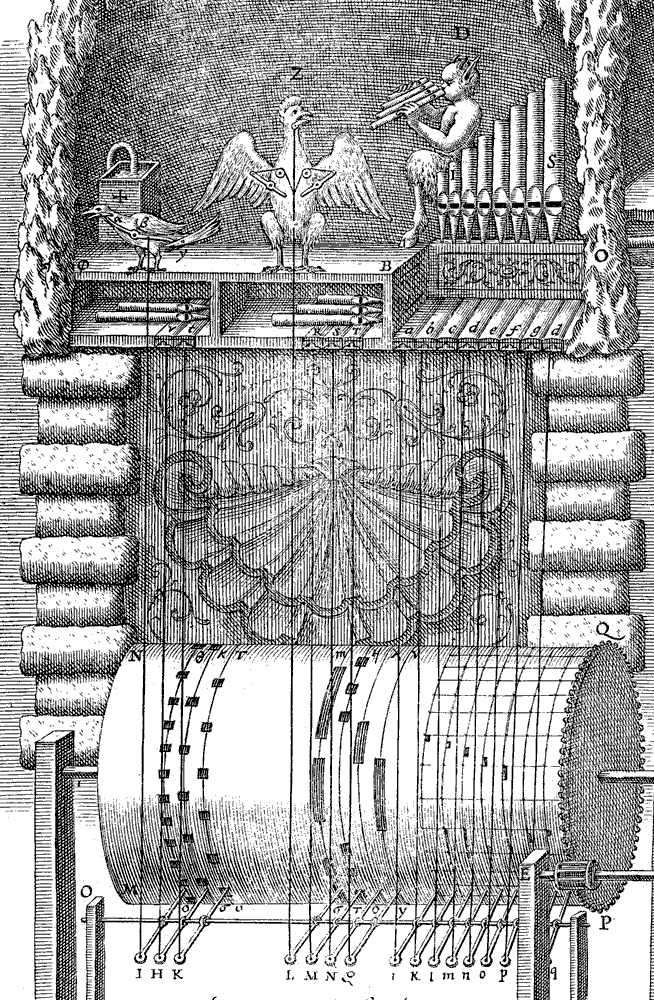
Mechaniczna kukułka (1650)

W 1629 augsburski patrycjusz Filip Hainhofer (1578–1647) sporządził pierwszy znany opis zegara z kukułką, który należał do księcia-elektora Augusta Wettyna. Było to prawie trzydzieści lat przed wynalezieniem przez Christiana Huygensa zegara wahadłowego, na którym opierały się późniejsze konstrukcje. Opisany przez Hainhofera mechanizm opierał się na drewnianym kole zębatym oraz prostych kamieniach do odmierzania czasu.
Kilkanaście lat później Athanasius Kircher w podręczniku muzycznym Musurgia Universalis, wydanym w 1650, zawarto opisy mechanicznych organów z kilkoma figurkami oraz kukułką. W książce znalazł się też pierwszy udokumentowany opis działania zegara z kukułką oraz rysunek dokładnie prezentujący jego mechaniczne elementy. Ptak automatycznie otwierał dziób, poruszając jednocześnie skrzydłami i ogonem. Słychać również było gwizd (wołanie kukułki), który wydobywał się z dwóch piszczałek organowych. Jednakże to nie Kircher był wynalazcą tego mechanizmu, ponieważ książka (podobnie jak i inne jego prace) była zestawieniem znanych wcześniej faktów i jedynie się do nich odnosiła.
W 1669 Domenico Martinelli w swoim podręczniku Horologi Elementari zasugerował, by "odgłosy kukułki" wskazywały godzinę, co w owym czasie nie było jeszcze stosowane, choć pomysł był znany i możliwy do wykonania.

### Zegary ze Schwarzwaldu

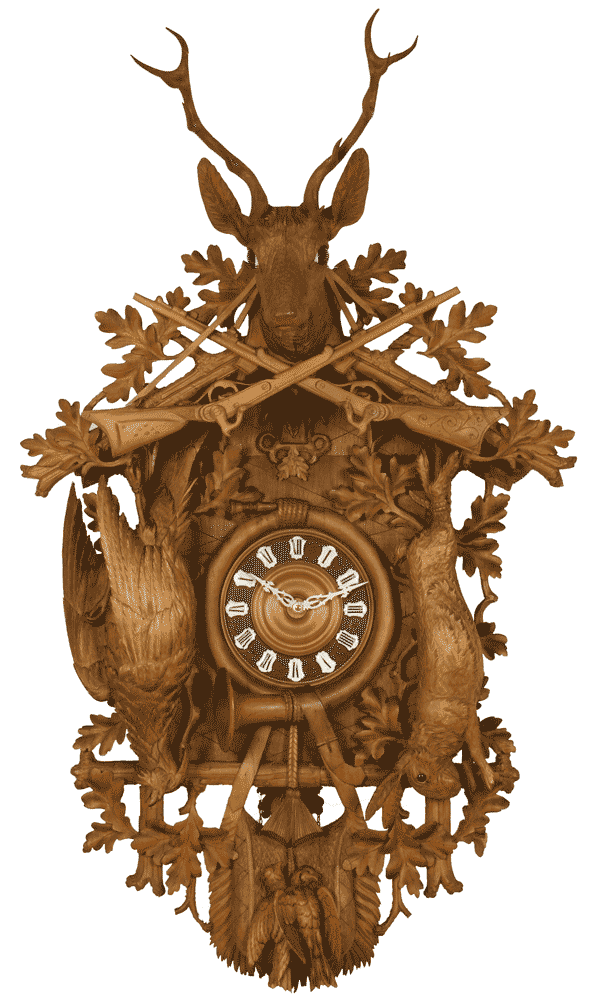
Schwarzwaldzki zegar z kukułką z 1900 roku

W latach 1730–1750 w Schwarzwaldzie pojawiły się pierwsze zegary z kukułką, które działaniem były zbliżone do dzisiejszych. Nie jest do końca pewne, kto pierwszy je zbudował, ale szybko zdobyły popularność i już w połowie XVIII w. produkowało je kilka małych zakładów. O niejasnych początkach schwarzwaldzkich czasomierzy wspominają dwaj kronikarze, jednak ich opowieści nawzajem się wykluczają.
Pierwszą z nich opisuje ojciec Franz Steyrer w książce Geschichte der Schwarzwälder Uhrmacherkunst z 1796. Przytacza on historię dwóch sprzedawców zegarów z Furtwangen w Schwarzwaldzie, którzy spotykali wędrownego kupca z Czech handlującego zegarami z kukułką. Podekscytowani ich działaniem postanowili je kupić i po powrocie do domu skopiować. Następnie pokazali je innym sprzedawcom i tak ich popularność w regionie zaczęła rosnąć. Jednak historyk Adolf Kistner w opublikowanej w 1927 roku książce Die Schwarzwälder Uhr stwierdza, że nie ma żadnego czeskiego zegara do zweryfikowania tej tezy i dodaje, że w tamtym czasie Czechy nie posiadały również przemysłu zegarmistrzowskiego.
Drugą historię przytacza inny duchowny, Markus Fidelis Jäck w swoim sprawozdaniu z pobytu w Schwarzwaldzie, datowanym na 1810, pisze m.in. o tym, że zegar z kukułką został wymyślony w 1730 przez zegarmistrza Franza Antona Ketterera, który ozdobił go ruchomym ptakiem oznajmiającym kukaniem godzinę. Wraz z upływem czasu właśnie ta wersja najbardziej się upowszechniła i jest przytaczana do dziś. Jednak ani Steyrer ani Jäck nie podali źródeł swoich historii, dlatego pozostają one niezweryfikowane.
Z drugiej jednak strony, jak wskazał w 1948 Dorer, Franz Anton Ketterer (1734–1806) nie mógł być wynalazcą zegara z kukułką w 1730, ponieważ jeszcze się wtedy nie urodził. Stwierdzenie to potwierdził Gerd Bender w najnowszych wydaniach swojej książki „Die Uhrenmacher des hohen Schwarzwaldes und ihre Werke” (1998), w której napisał, że Schwarzwald nie jest miejscem pochodzenia zegarów z kukułką oraz że nie ma żadnych śladów pierwszej linii produkcyjnej Ketterera. Pomimo tego, to właśnie on uznawany jest za ojca niemieckich zegarów z kukułką i wynalazcę techniki do wytwarzania odgłosów kukułki, która oznajmia godzinę. W rzeczywistości wiedza na ten temat była znana już ok. 1650 i dopiero po blisko 100 latach dotarła do Schwarzwaldu. Po kilku dekadach produkcja zegarów z kukułką stała się tradycją tego regionu Niemiec i dziś są one znane głównie stamtąd.

### Styl szwajcarski

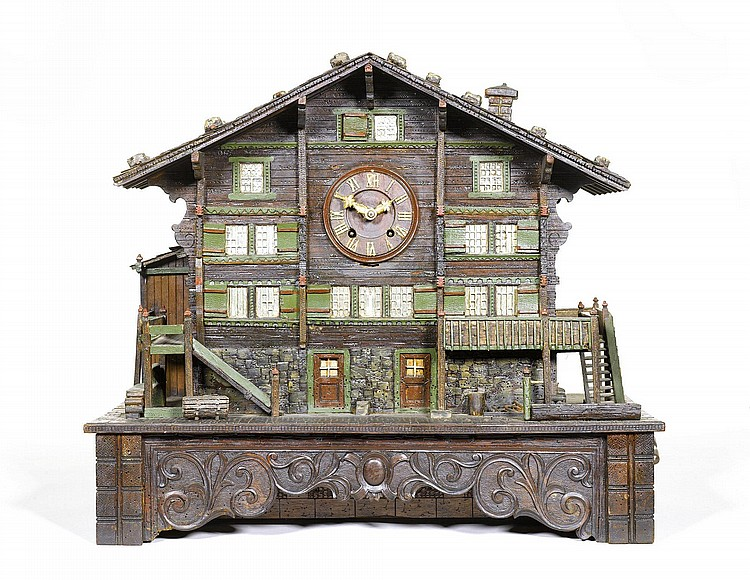
Zegar z kukułką w stylu szwajcarskim (1900)

Pod koniec XIX w. w Szwajcarii pojawiły się zegary w kształcie typowej dla tego rejonu drewnianej chaty górskiej, cenione wtedy jako pamiątki. Oprócz zegarów Szwajcarzy wytwarzali też w podobnej formie pozytywki i pudełka na biżuterię.
W niektórych projektach poza kukułką umieszczano także  ruchome figurki np. drwali, ludzi pijących piwo lub koła wodne. Inne zegary wykonane w „tradycyjnym” stylu posiadały również pozytywki i figurki tańczących ludzi.
Aktualnie można wyróżnić trzy podstawowe style drewnianych chatek: szwarcwaldzką, szwajcarską (z typami Brienz i Emmental) oraz bawarską.

### Zegary z kukułką w krajach Bloku wschodniego
W krajach położonych za żelazną kurtyną (w szczególności w Polsce i ZSRR) popularne były zegary produkowane w fabryce w Serdobsku, znane także jako zegary Majak. Od lat 50. do lat 90. mechanizm zegara pozostał niezmienny; modyfikowano jedynie skrzynkę zegara, która powstawała w wielu wariantach: z plastikową ścianką przednią, z motywem drzew iglastych i charakterystycznymi "szyszkami" jako obciążniki, wersje nawiązujące do zegarów produkowanych przed wojną (m.in. godziny na cyferblacie zapisane cyframi rzymskimi), a także wersje kolorowe, przeznaczone dla dzieci.

### Współczesne projekty

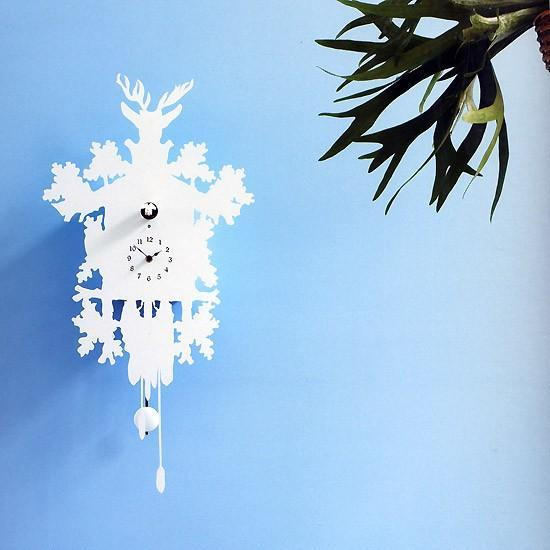
Nowoczesny zegar zaprojektowany przez Pascala Tarabaya (2005)

Obecni projektanci zegarów inspirują się współczesnymi stylami dekoracyjnymi, dlatego ich produkty charakteryzują się funkcjonalnością oraz estetycznym minimalizmem.
Chociaż pewne uproszczenia w projektach pojawiały się już w poprzednich dekadach, to ich prawdziwy rozkwit nastąpił w 2005, kiedy Pascal Tarabay wymyślił nietypowy model dla włoskiej firmy Diamantini & Domeniconi. Z wyglądu przypominał on zwykłą sylwetkę zegara z głową jelenia, tyle tylko, że był pozbawiony drewnianej konstrukcji po bokach i miał jedynie płaską, białą powierzchnię z przodu pozbawioną ozdobników i małą szczelinę dla ptaka. Projekt Tarabaya spowodował, że także inni projektanci zaczęli dostrzegać w zegarach z kukułką możliwość pokazania swojej kreatywności i talentu.
Rok później przedsiębiorstwo Rombach und Haas zostało pierwszym schwarzwaldzkim producentem, który wprowadził na rynek to nowe pokolenie zegarków. Z kolei w 2008 roku z inicjatywy zarówno dyrektora generalnego Ingolfa Haasa, jak i Conny Haasy firma rozpoczęła tworzenie własnych projektów.

## Certyfikaty autentyczności
Choć zegary z kukułką są produkowane na całym świecie od ponad 300 lat, to najsilniej są one związane z niemieckim Schwarzwaldem. Tam też w 1987 powołano syndykat do ochrony tradycyjnych mechanicznych zegarów z kukułką wytwarzanych w Tribergu i Titisee-Neustadt. Stało się to po części na skutek kwarcowej rewolucji, która dotknęła wszystkie typy mechanicznych zegarów powodując spadek ich sprzedaży. Także ręcznie robione czasomierze ze Schwarzwaldu uznane zostały za zbyt drogie i zaczęły przegrywać konkurencję z produkowanymi masowo zegarami kwarcowymi. Powołano więc Schwarzwaldzkie Stowarzyszenie Zegarów (Verein die Schwarzwalduhr), które wydaje swoim członkom certyfikaty autentyczności. Są one przyznawane jedynie mechanicznym zegarom zrobionym w całości z drewna (poza mechanizmem), których wszystkie podstawowe części zostały wyprodukowane w Schwarzwaldzie i przeszły kontrolę jakości stowarzyszenia.
Członkowie stowarzyszenia stanowią około 90% wszystkich producentów zegarów w Schwarzwaldzie oraz większość światowych producentów mechanicznych zegarów z kukułką.